# Scopula scalercii
Scopula scalercii is een vlinder uit de familie spanners (Geometridae). De wetenschappelijke naam is voor het eerst geldig gepubliceerd in 2003 door Hausmann.
De soort komt voor in Europa.